# Superstudio
Superstudio est un groupe d'architectes italiens d'avant-garde fondé en 1966 à Florence, et dissout en 1982. Il regroupe Adolfo Natalini et Cristiano Toraldo di Francia, les fondateurs du groupe ainsi qu'Alessandro Poli, Gian Piero Frassinelli, Roberto  et Alessandro Magris . Figure de l'architecture radicale en Italie à la fin des années 1960, Superstudio est à l'origine de plusieurs œuvres utopiques. 

## L'histoire de Superstudio

### Les débuts du groupe
En 1966, Adolfo Natalini et Cristiano Toraldo di Francia fondent le groupe radical italien Superstudio après avoir obtenu leur diplôme d'architecte à l'université de Florence. Ils sont rejoints successivement par Piero Frassinelli, les frères Magris et Alessandro Poli. Superstudio constitue un « regroupement hétérogène », d'après le critique d'architecture italien Gabriele Mastrigli, car les membres du groupe viennent de domaines très divers. En effet, Natalini est dans la peinture, Toraldo di Francia est dans la photographie, R. Magris est dans le domaine de la restauration d'ensemble de bâtiments, et Frassinelli s'intéresse à l'anthropologie. Le projet de Superstudio se traduit par des concepts se situant à la croisée de l'architecture, du design, de l'art et de l'anthropologie. La disparition du Congrès international d'architecture moderne (CIAM) en 1959, qui aboutit à l'apparition d'une architecture « radicale, expérimentale et subversive ». Cette période est marquée par une crise morale du design industriel, caractérisée par l'émergence de groupes réfractaires dans le domaine de l'architecture, tels que Archizoom Associati, le groupe UFO ou Archigram. Avec Superstudio, ces groupes sont à l'origine de la création du « controdesign », qui est un « mouvement de colère ; mieux, c’est une expression d’ennui, voire un accès de désespoir ou encore de dérision » selon Ettore Sottsass. Ce mouvement de colère englobe les expérimentations de mobiliers de ces groupes.

### Global Tools et la dissolution du groupe
Le 12 janvier 1973, les membres de Superstudio rejoignent Global Tools, un programme expérimental multidisciplinaire d'enseignement du design regroupant des membres d'Archizoom, d'UFO et de Zzigurat, qui travaillent également en accord avec les revues Casabella et Rassegna. Il constitue un « système de laboratoires », puisqu'il est également basé à Florence, à Milan et à Naples. Les différents architectes se sont associés dans le but de redéfinir le design et l'architecture en tant que « pratique expérimentale individuelle et communautaire, comme forme d’ "auto-anthropologie" ». Ce programme, qui s'est détaché du mouvement radical, prend fin en 1975 et les membres du groupe Superstudio se séparent en 1982.

## Les œuvres de Superstudio

### Les travaux
Les premières œuvres réalisées par le groupe Superstudio sont des lampes en métal. En 1966, les prototypes de la lampe « Passiflora » et « Lampe Onda Italiana »sont mis au point. En 1968, le dernier prototype de lampe est la lampe « Gherpe ». Par la suite, en 1968, le groupe Superstudio crée leur collection emblématique de meubles minimalistes intitulée Quaderna, qui est toujours en production par Zanotta, une entreprise de mobiliers contemporains italiens. 
En 1968, Superstudio crée leurs premiers meubles :
- L’armoire[12] ;
- Appareil de mesure Istogramme de transport [13];
- Table de l'agence Superstudio [14];
- Appareil de mesure Mattoni [15];
- Appareil de mesure Cubic frame [16];
- Appareil de mesure Mattone in valigia[17].

D'autres meubles vont s'ajouter à cette collection et vont contribuer à la renommée du groupe Superstudio en 1971, notamment la Table Quaderna, une table orthogonale à quatre pieds et la Banquette Quaderna, une banquette orthogonale.
En 1969, les premières maquettes sont réalisées à partir « d’ensemble de 37 petits fragments d'architectures recouverts d'une trame à assembler de façon aléatoire mais ordonnée comme s'il s'agissait d'un répertoire de formes ». 
D’autres œuvres sont réalisées par le groupe pour des concours : 
- une maquette pour le concours du pavillon italien de l'exposition universelle organisée dans la banlieue d'Osaka au Japon en 1970[20] ;
- une maquette pour le concours des Archives d'État de Florence en 1972[21].

### Les projets
Un des premiers projets réalisés par le groupe Superstudio est Il Catalogo di ville, une œuvre produite entre 1968 et 1970. Cette première production est un ensemble de textes et de dessins réalisés pour créer « des villas prêtes à l’emploi ». À l'origine, la première version de ce projet devait contenir onze villas, mais elle en contient seulement quatre dans la seconde version. Chaque villa possède une enceinte avec un bloc central, un revêtement en carreaux de céramique. 
En 1969, Superstudio présente le projet utopique Monument Continu. D'après l'ouvrage de Roberto Gargiani sur ce projet, la Monument continu est une mégastructure s'appuyant sur Les Discours par les images, une œuvre fabriquée à partir d'une vingtaine de dessins et de photomontages réalisés entre 1969 et 1970. Ce projet est vu davantage « comme une œuvre artistique originale que comme un réel projet d’architecture ». Le Monument continu est constitué « d’une grille orthogonale conçue pour s’étendre à l’infini et recouvrir la Terre en franchissant tous les obstacles, qu’ils soient naturels (montagnes, lacs, océans) ou construits (villes, monuments historiques) », qui abritent aussi des logements sociaux. Le Monument Continu a fortement contribué à l'émergence d'une forme de critique envers le mouvement moderne au début des années 1960.  
Un autre projet voit le jour : Gli Atti Fondamentali: Vita, plus connu sous le nom de Supersuperficie, une œuvre réalisée entre 1971 et 1972. À partir de 1971, Superstudio se base sur «Les Actes Fondamentaux», une série de travaux théoriques pour réaliser Supersuperficie. Ce projet a pour concept de mettre en relation l’architecture et les «actes de la vie humaine (la vie, l'éducation, la cérémonie, l'amour et la mort)». En 1972, Piero Frassinelli confectionne les Douze villes idéales, constituées de douze courts récits apocalyptiques qui sont publiés dans des magazines d’architecture et de décoration internationaux. En 1978, à la Biennale de Venise, le groupe Superstudio présente son dernier projet La moglie di Lot . 

### Les expositions
Le 4 décembre 1966, Superstudio et Archizoom prennent part à l'exposition « Superarchitettura I » à la Jolly 2 Gallery de Pistoia, consacrée à une architecture liée à la surproduction et à la surconsommation, puis à l'exposition « Superarchitettura II » à la Galleria Comunale de Modène en 1967. Beaucoup de leurs projets sont publiés dans le magazine Casabella, allant de la fiction à la séquence illustrée ou aux photomontages.
Du 4 octobre au 15 novembre 1969, le groupe d'architectes italiens Superstudio participe à la Biennale trinationale de Graz, dans laquelle Superstudio présente le projet du Monument Continu. Ensuite, en 1972, les architectes du groupe prennent part à l'exposition « La série Misura, 1969-1972 », dans le but de présenter les différents meubles de la collection Quaderna. Cette même année, certaines œuvres du groupes Superstudio sont exposées au Museum of Modern Art de New York, dans l’exposition Italy : The New Landscape, l'une des premières expositions à avoir été réalisées dans un jardin à cette époque. Le projet de micro-environment «Supersuperficie» est aussi présenté lors de de cette exposition. 
Dans les années 2000 des expositions ont eu lieu au Centre national d'art et de culture Georges-Pompidou :
- en 2001, l’exposition «les années pop» retrace la création issue des mouvements « Pop » [33]dans le domaine des arts plastiques, de l’architecture, du design, du film et de la musique;
- en 2010, l'exposition «Dreamlands»[34] s'appuie sur «l'influence grandissante du modèle du parc d'attractions dans la conception de la ville et de son imaginaire», à l'aide de photographies, d'installations, de projections, de peintures, de dessins, de plans et maquettes d'architecture, d'extraits de films.

Depuis quelques années, les œuvres du groupe italien sont disponibles au centre Pompidou grâce au don de Zanotta en 1999 et aux achats en 2001 des œuvres restantes. De plus, Adolfo Natalini et Cristiano Toraldo di Francia se sont retrouvés grâce aux expositions organisées comme la rétrospective «Superstudio 50» présentée au MAXXI de Rome en 2016 et à la Power Station of Art de Shanghai en 2018. 
Afin de rendre hommage au groupe Superstudio, une exposition a lieu en 2019, qui s'intitule «Superstudio, la vie après l’architecture». Elle entrepose les projets les plus importants du groupe Superstudio dans un étage qui est entièrement «consacré à un paysage européen de l'architecture radicale à partir de la collection du Frac Centre-Val de Loire». En 2021, une exposition nommée Superstudio Migrazioni a eu lieu au CIVA de Bruxelles. Elle a pour but de se questionner sur «les manières d’habiter le monde transformé par les forces capitalistes et les évolutions techniques». Superstudio Migrazioni présente des œuvres de diverses natures comme des photocollages, des dessins, des installations, des maquettes et des films, ainsi que les meubles de la collection Quaderna qui ont été prêtés par le centre Pompidou, dont la plupart n’ont pas été exposés depuis plusieurs années.

## Un groupe révolutionnaire

### Les inspirations
Le collectif florentin Superstudio s’inspire du courant minimaliste pour créer ses œuvres. Ce groupe d’architectes se sont opposés à la culture et de Marx ainsi que l’écologie avant l'heure, revendique une pratique conceptuelle et iconoclaste de l’architecture qui tente de trouver des réponses aux questions à l’augmentation de la population ainsi qu'à la «société de consommation» naissante. Superstudio, qui a été un groupe incontournable en prenant l’architecture moderne comme point de départ, considère l’histoire comme une source «d’antiquités définitives», tout en se questionnant sur les différentes manières de repenser l’architecture contemporaine. Comme d’autres concepteurs de son époque, Superstudio cherche à viser plus haut en connectant mémoire et présent, monument et technologie. Pour eux, l’architecture doit conserver sa capacité à inventer des symboles capables d’exprimer et de survivre aux forces qui forment le monde contemporain (évolution urbaine et constructive, mécanisation, développement des technologies de l’information).
De l’astronomie aux sciences humaines, Superstudio nourrit sa vision du monde des recherches scientifiques de pointe. Au-delà des événements qui inspirent la science-fiction, le groupe s’intéresse aux transformations induites par les technologies de communication. Il considère ces mutations dans une perspective anthropologique et proposent d’exploiter la seule ressource infiniment disponible qui est leur capacité mentale.

### Les dénonciations
À travers ses œuvres et ses travaux, notamment le Monument continu, le groupe d'architecte Superstudio se positionne afin de contribuer à la désurbanisation du globe. Ensemble, ils décident de s’unir pour gagner contre les  consommateurs qui envahissent l’Europe après la Seconde Guerre mondiale. Ils rêvent d’un mode de vie plus simple, moins dépendant de la technologie et veulent mettre en valeur des objets réalisés de toutes pièces par l’homme. De plus, Superstudio et les autres groupes de l'architecture radicale contestent l'architecture à travers «l'utopie du réel» et le «controdesign», en proposant des œuvres imaginaires.